# 무라오 다쓰야
무라오 다쓰야(일본어: 村尾 龍矢, 1988년 3월 26일 ~ )는 일본의 전 축구 선수이다.

## 구단 경력
과거 FC 기후, 후지에다 MYFC에서 활동하였다.